# Eleonora av Bourbon
Eleonora av Bourbon, född 1587, död 1619, var furstinna av Oranien; gift 1606 med prins Filip Vilhelm av Oranien. Hon var dotter till Henrik I av Bourbon och Charlotte Catherine de la Tremoille.